# Jahiliyya
Jahiliyya (în arabă: ğāhilīya) se traduce prin „epoca ignoranței” și reprezintă perioada în care Peninsula Arabă nu avea profet sau scriptură relevată. Mai precis, jāhiliyya este perioada dinaintea apariției islamului. Atestările din această perioadă se limitează la tradiții și poeme.

## Etimologie
Termenul jāhiliyya provine de la cuvântul din limba arabă jahlun care înseamnă ignoranță.
Conform dicționarului Muʻjam al-Wasīth termenul jāhiliyya are două semnificații :
1. condiția de ignoranță și de eroare a populației arabe înainte de apariția islamului (makana ʻalaih al-ʻarab qabl al-islam min al-jahala wa al-dhalāla)
2. perioada neagră dintre cei profeți (zaman al-fathra bayna rasūlayni)

Prima semnificație atribuie perioadei jāhiliyya toată ignoranța și cruzimea existente înaintea islamului. A doua semnificație limitează durata acesteia la perioada dintre cei doi profeți, recunoscând astfel perioada de timp în care oamenii se eliberaseră de sub profețiile lui Iisus, dar nu primiseră încă profețiile lui Muḥammad. Acesta este sensul atribuit perioadei jāhiliyya de către istoricii musulmani.

## Istorie
Perioada jahiliyya durează 310 ani, începând din anul 300 d.Hr. și continuând până în anul 610, an care marchează începutul erei islamice.

## Religie
Religia beduinilor reprezintă cea mai primitivă formă de religie semită. Religia beduină este în principal animistă. Este posibil ca acel contrast dintre oază si deșert să reprezinte pentru arabi prima idee de zeitate caracteristică. Spiritul pământului cultivabil devine zeitatea bună, iar pământul arid devine demonul. Chiar după constituirea ideii de divinitate, elemente naturale ca arborii, izvoarele, stâncile rămân obiecte sacre deoarece se consideră că prin ele se poate ajunge în contact cu divinitatea. Izvorul este obiect al venerației. Luna se află în centrul credințelor astrale ale beduinului, în timp ce soarele este malefic pentru că acesta distruge plantele si animalele.
Legendele spun că desertul era populat cu ființe supranaturale denumite ginni. Aceștia sunt personificări ale forțelor terifiante ale deșertului și ale animalelor sălbatice. Un om nebun este o persoană posedată de un ginn și odată cu apariția islamului, numărul ginnilor creste deoarece zeii păgâni sunt degradați la statutul de ginni.
Existau mai multe zeități venerate în perioada jāhiliyya : alʻUzza ( cea atotputernică) era venerată la estul Medinei în special de tribul qurayš. Sanctuarul său consta din trei copaci, iar o caracteristică a cultului acesteia era sacrificiul uman. O altă zeiță era Manāt, zeița destinului, al cărei sanctuar se afla pe drumul dintre Mecca și Yaṯrib. Hubal, de exemplu, era zeul suprem de la Kaaba. Conform tradiției islamice, Kaaba a fost înălțată inițial de Adam după un model ceresc și reconstruită de Avram si Ismael după Potop. Când a început să reconstruiască Kaaba, Ismael a primit de la Gavril Piatra Neagra aflată și astăzi în coltul sud-estic al clădirii. Tot arhanghelul l-a învățat pe Ismael cum trebuie să se desfășoare pelerinajul.

## Societate
Populația din perioada jāhiliyya se împarte în două mari categorii: sedentarii și beduinii nomazi. Relațiile dintre aceștia sunt motivate de interesele personale. Beduinul nomad încearcă să obțină de la sedentar ceea ce lui ii lipsește și face acest lucru prin violență sub forma raziilor sau pe cale pașnică , prin schimburi. Nomadul reprezintă cea mai bună adaptare a vieții umane la condițiile de deșert. El trăiește și în ziua de astăzi în corturi din păr de capră sau de cămilă și se ocupă cu creșterea oilor și a cămilelor, vânătoarea și raziile.
Clanul (qawm în arabă) este baza societății nomade, iar o grupare de clanuri înrudite formează un trib(qabīla în arabă). Legătura de clan se obține la naștere sau individual, atunci când un individ împarte mâncarea cu un membru al clanului sau acceptă să sugă câteva picături din sângele acestuia. Clanul este reprezentat de șeic, conducătorul sau, care își exercita autoritatea prin sfaturi și este ales de către membrii clanului în funcție de vârstă și merite personale. În interiorul tribului cortul și obiectele de uz casnic sunt proprietate individuală, în timp ce apa și terenurile erau proprietatea comună a tribului.

## Tradiții
Din perspectiva lui Muhammad Abid al-Jabiri perioada jāhiliyya a constituit un element important în formarea națiunii arabe logice ( ʻaql al-ʻarab ) în care rațiunea arabă a fost cel mai important aspect al rațiunii islamice ( ʻaql al-islam ). Este posibil ca Al-jabiri să sugereze posibilitatea existenței unor aspecte pozitive în perioada jāhiliyya. Nu toate tradițiile din această perioadă au fost respinse de islam, unele au rămas.
In linii generale, tradițiile perioadei jahiliyya au fost inumane.
1.	Căsătoria – în jahiliyya un bărbat putea avea câte soții dorea, după apariția islamului acesta se putea căsători cu 4 femei odată cu condiția să le trateze pe toate în mod egal.
2.	Răzbunarea ( qiṣāṣ) – atunci când membrul unui clan era asasinat, membrii clanului respectiv aveau dreptul să omoare câți membri doreau din clanul vinovat. După apariția islamului, doar persoana dovedită a fi vinovată era condamnată la pedeapsa cu moartea.
3.	Generozitatea - este valorată în perioada jahiliyya de oamenii cu avere și statut; în islam generozitatea este datorata lui taqwā (credința în Dumnezeu).
4.	Războiul – era privit ca o profesie nobilă și izvora din mândrie și spiritul de clan, ʻasabiyya. În islam războiul salvează religia, rasa și societatea islamică față de intruși.
5.	Relațiile sociale – fiecare trib avea o viață separată unul față de celălalt, după apariția islamului, societatea musulmană de la Medina a reușit să formeze o societate islamică indiferent de rasă și tribul de proveniență.
6.	Sclavia – stăpânii își exploatau și maltratau sclavii. Puteau deveni sclavi cei care nu își plăteau datoriile, cei care săvârșeau crime și cei care erau capturați de triburi dușmane. Islamul interzice exploatarea sclavilor de către stăpâni.
7.	Compensația pentru crimă – atunci când o crimă avea loc, membrii clanului erau obligați să compenseze familia victimei. In islam doar bărbații pe linie paternă plătesc compensația.

## Femeile arabe din perioada jahiliyya
În istoria islamică tot ce este legat de perioada jahiliyya pare să fie negativ legat de aspectele vieții, în special percepția oamenilor despre femei.  În cele mai multe cazuri, femeile erau tratate inuman. Obiceiul de a omorî copiii de sex feminin la naștere rămâne, însă, cea mai controversată chestiune din jahiliyya și nu a fost tolerată de islam.   Exceptând influența pe care a avut-o perioada jahiliyya asupra islamului, au existat anumite diferențe între islam și jahiliyya în privința atitudinii față de femei și multe dintre obiceiurile care vizau femeile au fost respinse de islam. Dintre acestea următoarele obiceiuri sunt considerate caracteristici ale perioadei jahiliyya :
1.	Femeile nu existau din punct de vedere legal în sensul că acestea nu erau recunoscute ca ființe umane de către lege și, prin urmare, nu erau incluse în reglementările constituționale.
2.	Femeile în această perioadă erau tratate ca obiecte. Dacă o femeie se afla în proprietatea cuiva, persoana respectivă avea dreptul să o trateze cum dorește, inclusiv să o vândă. In acel timp un soț obișnuia să își vândă soția altor bărbați.
3.	Femeile nu aveau dreptul să divorțeze în caz de abuz sau cazuri mai grave. Acestea nu puteau desface căsătoria.
4.	Femeile nu aveau dreptul la moștenire, ceea ce le împiedica să fie independente.
5.	Femeile nu aveau niciun drept asupra copiilor pe care ii nășteau. Copiii aparțineau familiei bărbatului.
6.	Femeile nu aveau libertatea de a-și cheltui averea.
7.	Copiii de sex feminin erau îngropați de vii la naștere, aceasta fiind cea mai mare tragedie a perioadei jahiliyya pentru femei.

## Literatura
Din perioada literaturii din epoca jahiliyya s-au păstrat proverbe, legende și numeroase poezii care au fost consemnate în scris în vremea islamului. Atât bărbații cât și femeile compuneau poezii în această perioadă. Bărbații alegeau să scrie în toate genurile, iar femeile scriau elegii pentru partenerii lor căzuți pe câmpul de luptă.
Qaṣida, cel mai popular gen poetic, este un poem împărțit în trei părți. In prima parte este descrisă suferința poetului care a fost despărțit de iubita lui, fiind abandonat de tribul acesteia. A doua parte enumără dificultățile pe care le întâlnește în călătoria sa prin deșert. A treia etapă îl prezintă pe acesta reunit cu tribul său care îl întâmpină ca pe un erou. Există variante diferite, plecând de la schema originală.
În fiecare an se desfășura o competiție literară în cadrul târgului de la ʻUkāz din Hijaz la care eroii-poeți participau pentru a-și face cunoscute faptele de vitejie. Târgul se organiza în lunile sacre, când războiul era interzis. Poemele care câștigau competiția erau atârnate de pereții pietrei negre de la Kaaba.
Cele mai cunoscute poeme sunt cele șapte muʻallaqāt ( poemele suspendate). Fiecare dintre acestea a fost scrisă cu litere de aur și suspendată pe pereții Kaabei.